# فريا فون مولتكه
كانت فريا فون مولتكه (بالإنجليزية: Freya von Moltke) (الاسم قبل الزواج: فريا ديخمان) (29 مارس 1911 -1 يناير 2010) محامية أمريكية ألمانية، شاركت في جماعات المعارضة المناهضة للنازية، دائرة كريساو، مع زوجها هيلموت جيمس فون مولتكه. عمل زوجها، خلال الحرب العالمية الثانية، على تقويض الانتهاكات الألمانية لحقوق الإنسان في المناطق التي تحتلها ألمانيا، وأصبح عضوا مؤسسًا في دائرة كريساو، التي عارض أعضاؤها حكومة أدولف هتلر.
أعدمت الحكومة النازية زوجها بتهمة الخيانة، بعد أن ناقش مع جماعة دائرة كريساو فرص نجاح نشوء دولة ألمانية على أساس المبادئ الأخلاقية والديمقراطية التي قد تنشأ بعد هتلر. حفظت مولتكه رسائل زوجها التي قدمت تفاصيل عن أنشطته خلال الحرب، وأرخت الأحداث من منظورها. أيدت إنشاء مركز للتفاهم الدولي في ضيعة مولتكه الواقعة في قرية كرزيوفا بمقاطعة سفيدنشيا ببولندا (كريساو الألمانية سابقًا).

## بدايات حياتها وتعليمها
وُلدت مولتكه، فريا ديخمان، في مدينة كولونيا بألمانيا، ابنة للمصرفي كارل ثيودور ديخمان وزوجته آدا ديخمان (الاسم قبل الزواج: آدا شنيتزلر). بدأت دراسة القانون في جامعة بون عام 1930، والتحقت في نفس العام بندوات دراسية في جامعة بريسلاو. التقت بزوجها المستقبلي هيلموت جيمس فون مولتكه أثناء عملها كباحثة.
تزوج الاثنان في مسقط رأسها بكولونيا في يوم 18 أكتوبر 1931. أقام الزوجان في البداية في منزل متواضع في مقاطعة كريساو لعائلة مولتكه في سيليزيا (بالألمانية: Schlesien) وهي منطقة تتبع بولندا، ثم انتقلا بعد الحرب العالمية الثانية إلى ألمانيا. انتقلا إلى برلين ليتمكن زوجها من إكمال تدريبه في مجال القانون. درست القانون في برلين وحصلت، في عام 1935، على درجة الدكتوراه من جامعة فريدريش فيلهلم في برلين.

## كريساو ما قبل الحرب 1935-1939

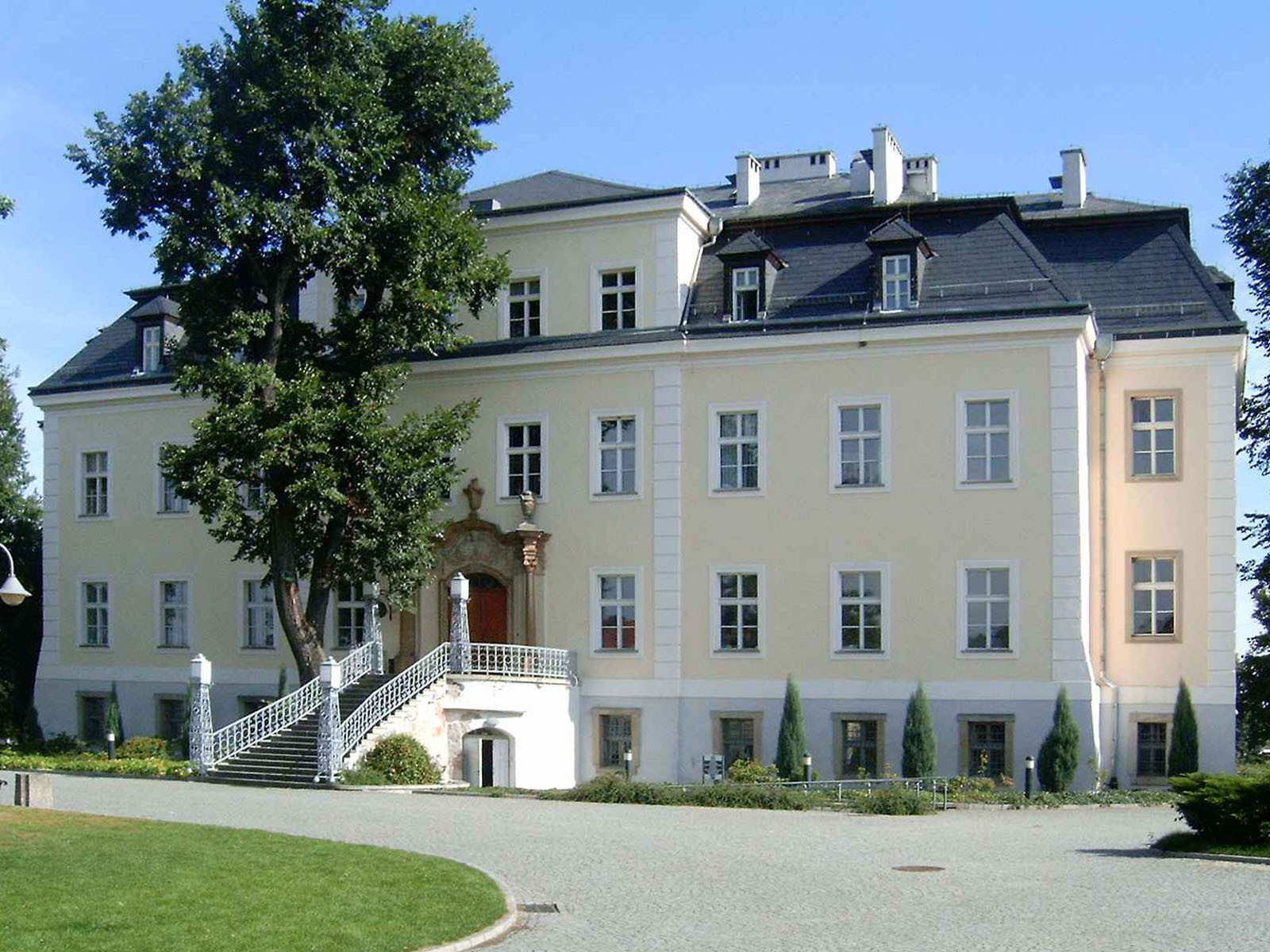
كرزيزوفا

كانت مولتكه، بعد الانتهاء من دراسة القانون، تقضي فصول الصيف في أملاك زوجها في كريساو، حيث كان يدير نشاطات زراعية، وهو سعي غير معتاد بالنسبة لنبلاء ألمانيا، قبل أن يُعين مراقبًا. انضمت إلى العمل في المزرعة، في حين بدأ زوجها ممارسة القانون الدولي في برلين، ودرس ليصبح محام بالقضاء العالي.
أصبح أدولف هتلر مستشار ألمانيا سنة 1933، الأمر الذي تنبأ زوج مولتكه بأنه سيكون كارثة لألمانيا، وليس الشخصية العابرة التي توقعها الآخرون. شجع المولتكيون مراقبيهم على الانضمام إلى الحزب النازي لحماية مجتمع كريساو من تدخل الحكومة.
أنجبت مولتكه ابنهما الأول هلموت كاسبار في عام 1937. عاشت بعد ذلك في كريساو على مدار السنة. ورث زوجها ضيعة كريساو في عام 1939.

## الهروب من كريساو 1945
أجلت مولتكه وأرملة أخرى من كريساو، في ربيع عام 1945، عائلاتهم إلى تشيكوسلوفاكيا لتجنب الهجوم الروسي، الذي تجاوز كريساو في نهاية المطاف. أرسل الروس، بعد سقوط برلين في 2 مايو 1945، كتيبة صغيرة لاحتلال كريساو. استطاعت أن تحصل، بعد حديث مرتجل بالروسية والتشيكية، على ممر آمن للعائلتين للعودة من الاختباء إلى كريساو. استقرت شركة روسية في ضيعة مولتكه «للإشراف على الحصاد» خلال صيف عام 1945. أصبح الروس، بعد أن بدأ البولنديون يحتلون المزارع الصغيرة التي أخلاها الألمان، حماة للمقيمين في ضيعة مولتكه.
اتبعت مولتكه، بعد رحلة إلى برلين، حيث التقت بألن دالس وحصلت على حصص الإعاشة الأمريكية لرحلة العودة الصعبة إلى سيليزيا لاستعادة أطفالها، نصيحة جيرو فون شولز غافيرنيتز لمغادرة كريساو. كان غافيرنيتز ضابطًا أمريكيًا، جاء لتفقد الأوضاع في سيليزيا. أحسنت مولتكه ضيافته لأنه حفظ الرسائل التي كتبها زوجها لها، والتي كانت قد أخفتها عن النازيين في مقر عملها. قام مبعوثو السفارة البريطانية في بولندا، بفضل أصدقاء زوجها البريطانيين، بالترتيب لإجلائها من بولندا.